# RKP Rybnik
Der RKP Rybnik ist ein polnischer Fußballverein in Rybnik. Dessen Frauenmannschaft spielte 2001/02 eine Saison lang in der polnischen 1. Liga. Nach dem Abstieg spielten sie noch eine Saison in der 2. polnischen Liga.

## Erfolge
- 2001/02: 1. polnische Liga

## Bilanz
| Saison  | Liga | Spiele | Siege | Remis | Verloren | Tore  | + / - | Punkte | Platz  |
| 2001/02 | I.   | 18     | 2     | 1     | 15       | 15:63 | (−48) | 7      | 9 (10) |
| ------- | ---- | ------ | ----- | ----- | -------- | ----- | ----- | ------ | ------ |